# Второпесьяново
Второпесьяново — село в Ишимском районе Тюменской области России. Административный центр и единственный населенный пункт Второпесьяновского сельского поселения.

## История
До 1917 года входило в состав Ларихинской волости Ишимского уезда Тюменской губернии. По данным на 1926 год село Песьяновское состояло из 338 хозяйств. В административном отношении являлось центром Песьяновского сельсовета Ларихинского района Ишимского округа Уральской области.

## Население
| 2010 | 2012 | 2013 | 2014 | 2015 | 2016 | 2017 |
| ---- | ---- | ---- | ---- | ---- | ---- | ---- |
| 422  | ↘399 | ↘389 | ↘380 | ↘372 | ↗378 | ↘368 |
| 2018 | 2019 | 2020 | 2021 |      |      |      |
| ↘362 | ↗379 | ↘369 | ↘331 |      |      |      |

По данным переписи 1926 года в селе проживало 1960 человек (933 мужчины и 1027 женщин), в том числе: русские составляли 99 % населения, поляки — 1 %.
Согласно результатам переписи 2002 года, в национальной структуре населения русские составляли 98 % из 578 чел.